# Duplexonderzoek
Duplexonderzoek (Duplex-onderzoek) is een combinatie van echografie van de bloedvaten en het meten van de stroomsnelheid van het bloed in die vaten. Bij een duplex-onderzoek worden bloedvaten in beeld gebracht (net zoals bij echografie) en wordt in het beeld door middel van kleur de stroomrichting en stroomsnelheid weergegeven (zoals bij doppleronderzoek). Op die manier kunnen spataders en vernauwde aders worden opgespoord.
De rode bloedcellen in een bloedbaan weerkaatsen het ultrageluid dat bij echografie wordt uitgezonden. Dit weerkaatste geluid ondergaat een frequentieverschuiving welke afhankelijk is van de richting en de snelheid van de rode bloedcellen. Dit signaal wordt weer opgevangen en op een beeldscherm getoond.